# Ileana Silai
Ileana Silai (född Ilona Gergely), född 14 oktober 1941 i Cluj-Napoca i Kolozsvár Kungariket Ungern, död 27 juni 2025, var en rumänsk friidrottare inom medeldistanslöpning.
Silai blev olympisk silvermedaljör på 800 meter vid sommarspelen 1968 i Mexico City.